# گرگ کوندل
گرگ کوندل (انگلیسی: Greg Cundle؛ زادهٔ ۲۰ مارس ۱۹۹۷) بازیکن فوتبال است.
از باشگاه‌هایی که در آن بازی کرده‌است می‌توان به باشگاه فوتبال گیلینگام اشاره کرد.